# Thargelia spinipes
Thargelia spinipes là một loài bướm đêm trong họ Noctuidae.